# Пхулбари (город, Куриграм)
Пхулбари (бенг. ফুলবাড়ী, англ. Phulbari) — город на севере Бангладеш, административный центр одноимённого подокруга. Площадь города равна 8,74 км². По данным переписи 2001 года, в городе проживало 9775 человек, из которых мужчины составляли 50,13 %, женщины — соответственно 49,87 %. Плотность населения равнялась 1118 чел. на 1 км². Уровень грамотности населения составлял 26,7 % (при среднем по Бангладеш показателе 43,1 %). 